# Jefe supremo de la Iglesia de Inglaterra

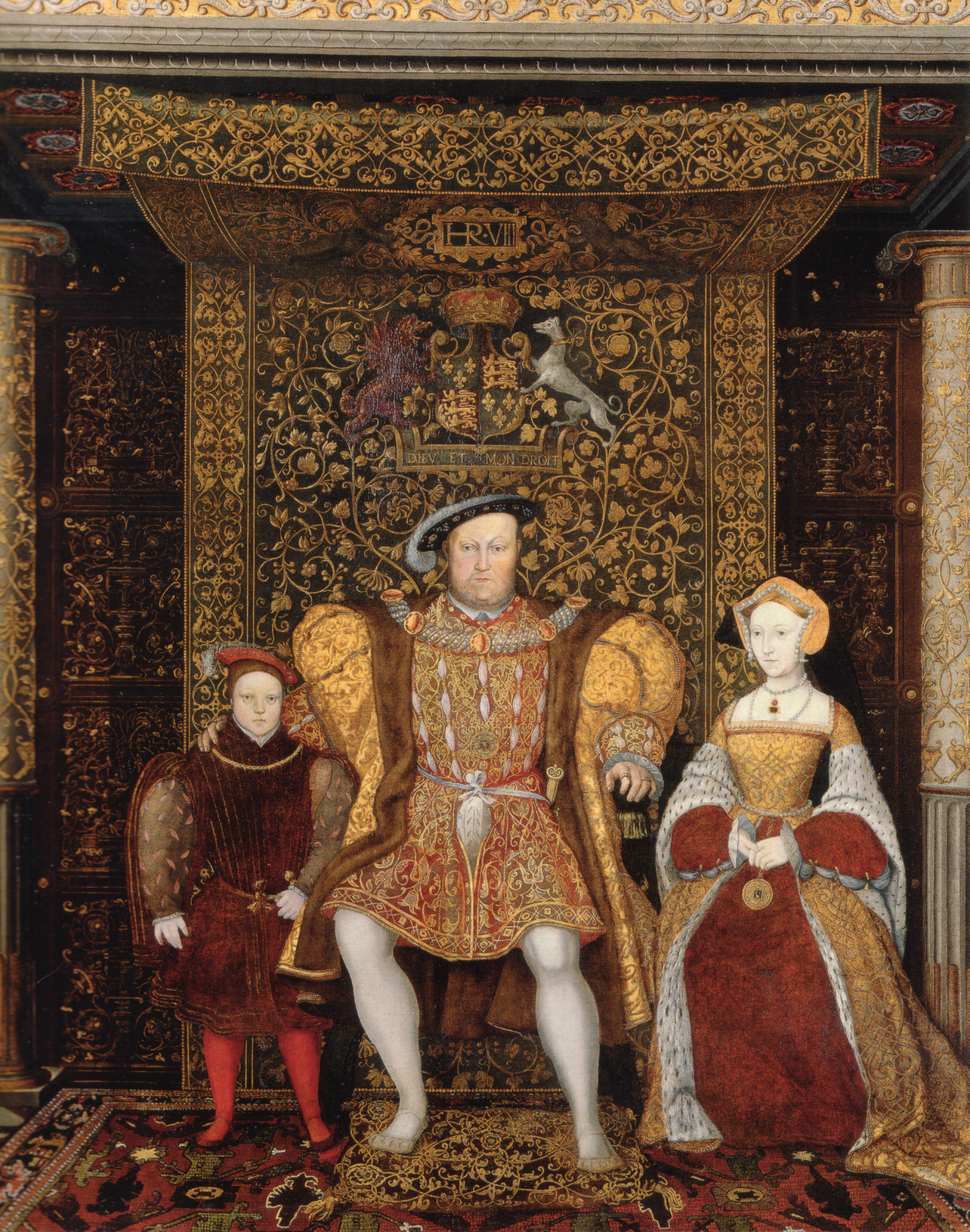
Enrique VIII Jefe supremo de la Iglesia de Inglaterra.

Jefe Supremo de la Iglesia de Inglaterra (en inglés Supreme Head of the Church of England cuya traducción literal es cabeza suprema de la Iglesia de Inglaterra) fue un título creado y ostentado por el rey Enrique VIII de Inglaterra para demostrar su liderazgo sobre la Iglesia de Inglaterra.

## Historia
El título fue creado por el rey Enrique VIII, quien después de que el papa Clemente VII lo excomulgó el 23 de marzo de 1534, a causa de su divorcio de Catalina de Aragón, rompió con la autoridad de Roma el 3 de noviembre. Enrique se apoderó de los bienes que la sede católica tenía en Inglaterra, declaró a la Iglesia de Inglaterra como Iglesia establecida y se autodenominó responsable de ella, como su cabeza. El Acta de Supremacía de 1534 confirmó el estatus de autoridad del rey sobre la iglesia y requirió que los miembros de la nobleza hicieran un juramento reconociéndolo.
La hija de Enrique, María I, intentó restaurar la lealtad de la iglesia hacia el papa y derogar el Acta de Supremacía en 1555. Isabel I subió al trono en 1558 y al año siguiente el Parlamento aprobó el Acta de Supremacía de 1559 que restauró el acta original. El nuevo juramento para reconocer la supremacía del monarca, que los nobles estaban obligados a realizar, dio a la reina el título de Gobernador Supremo de la Iglesia de Inglaterra en lugar de Jefe Supremo, para aplacar a los críticos. Esta formulación evitaba la acusación de que la monarquía afirmaba tener divinidad o usurpaba el lugar de Jesucristo, a quien la Epístola a los efesios identifica como cabeza de la Iglesia.